# Isla Tablas
Tablas es la isla más grande de la provincia de Romblón, Filipinas, con una superficie de 686 km².
La isla es muy accidentada en la Bahía Looc, en la parte sur de la isla. Odiongán es el principal puerto de la isla y el centro de mayor población. Tablas se subdivide administrativamente en los municipios de Alcántara, Calatrava, Ferrol, Looc, Odiongán, San Agustín, San Andrés, Santa Fe, y Santa María.
El Acceso a Tablas es por lo general en ferry desde Batangas en el sur de Luzón desembarcando en el muelle Poctoy, cerca de la ciudad principal de la isla, Odiongán.
Montenegro Lines sirve a Odiongán desde Batangas seis días a la semana. El tiempo de viaje de Batangas a Poctoy es de aproximadamente 10 horas y cuesta alrededor de 600 pesos. 
Tablas es relativamente poco desarrollado, teniendo solo industrias ligeras. Las principales actividades económicas son el cultivo de arroz, la agricultura y la pesca. 
Tablas ha sido poco afectada por el turismo. Los extranjeros son una distracción bienvenida para los estudiantes universitarios, que son la parte principal de la población que puede hablar Inglés. El idioma bisayo es la lengua habitual en isla Tablas con el tagalo como segunda lengua.